# Catherine Colonna
Catherine Colonna (n. 16 aprilie 1956, Indre-et-Loire, Centre-Val de Loire, Franța) este diplomat și om politic francez,  ambasadoare a Franței.
A fost purtătoare de cuvânt a președinției Republicii în timpul mandatului lui Jacques Chirac, între 1995 și 2004, apoi a ocupat funcția de ministru delegat pentru Afaceri Europene în guvernul condus de Dominique de Villepin, din 2005 până în 2007.
Ulterior, a fost reprezentant permanent al Franței pe lângă UNESCO (2008–2010) și pe lângă OCDE (2017–2019), ambasadoare extraordinară și plenipotențiară în Italia (2014–2017) și în Regatul Unit (2019–2022).
Între 20 mai 2022 și 11 ianuarie 2024 a deținut funcția de ministru al Europei și al Afacerilor Externe în guvernul Élisabeth Borne, în timpul celui de-al doilea mandat prezidențial al lui Emmanuel Macron.

## Biografie
Catherine Colonna s-a născut la 16 aprilie 1956, la Tours. Tatăl său, avocat originar dintr-un sat corsican unde a și copilărit, a decis, imediat după căsătorie, să preia ferma soacrei sale – o fostă directoare de școală aflată la pensie – și să o exploateze în regiunea Touraine. Mama sa, licențiată în limba engleză, a fost casnică. Catherine Colonna a crescut la ferma familiei din Dolus-le-Sec, în apropiere de Loches. Are o soră mai mare, Anne-Marie.
După ce a obținut o diplomă de studii aprofundate în drept public la Universitatea din Tours, și-a continuat studiile la Institutul de Studii Politice din Paris (secția Serviciu public, promoția 1980), apoi a fost admisă la École nationale d'administration, în cadrul promoției Solidarité (1981–1983).

### Carieră profesională și diplomatică

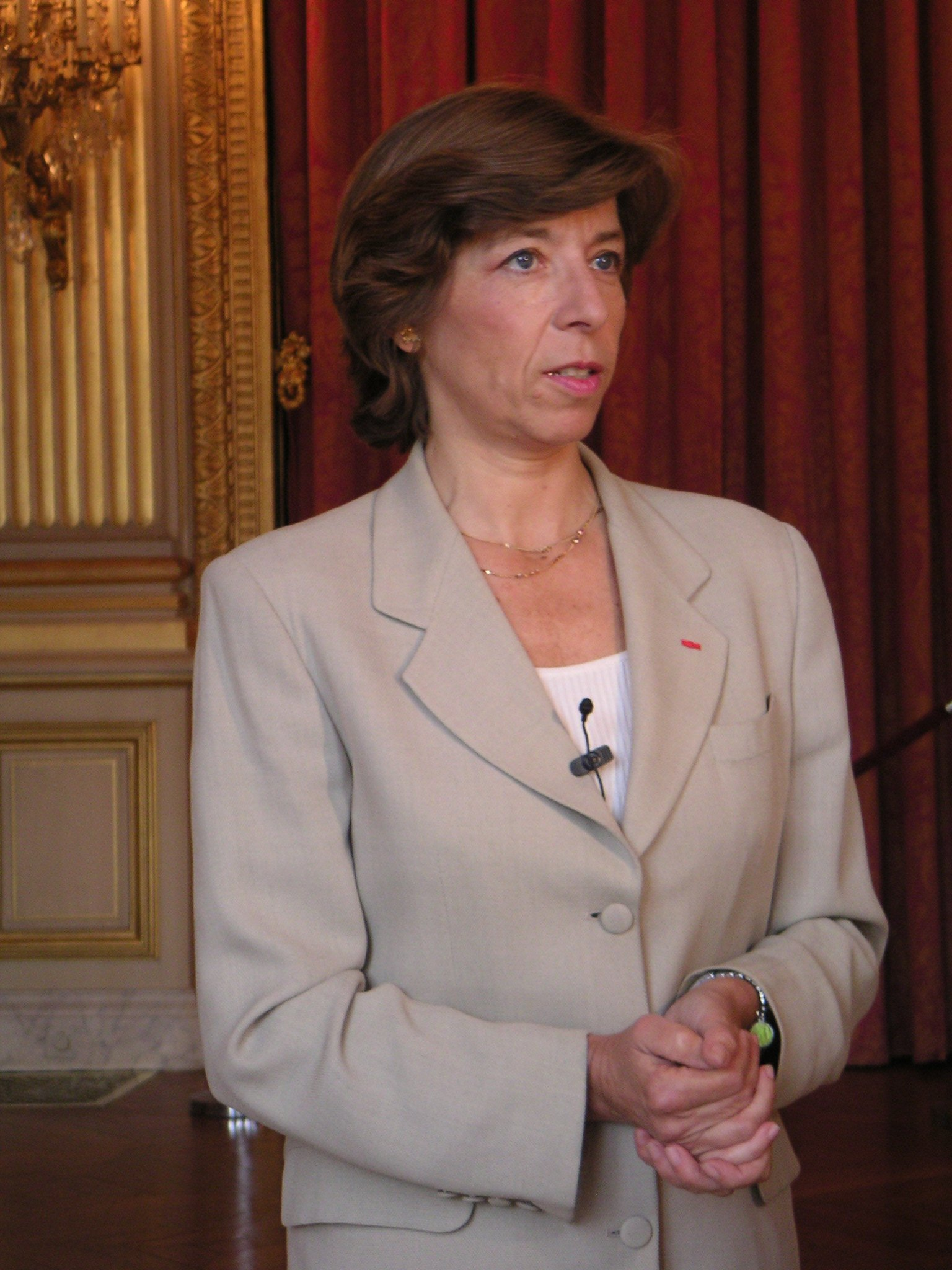
Catherine Colonna în 2007

După absolvirea École nationale d'administration (ENA) în 1983, Catherine Colonna a ales cariera diplomatică. Pentru primul său post în cadrul Ministerului Europei și Afacerilor Externe, a fost numită la Ambasada Franței din Statele Unite, la Washington, D.C., unde a lucrat inițial în serviciul politic, apoi în serviciul de presă și informare (1983–1986).
La revenirea sa la Paris, a fost responsabilă cu dreptul european în cadrul Direcției Afaceri Juridice a Ministerului Afacerilor Externe între 1986 și 1988, apoi, în 1988, a devenit consilier tehnic în cabinetul lui Maurice Faure⁠(d), ministru de stat și ministru al Echipamentelor în timpul președinției lui François Mitterrand. La mijlocul anului 1989, puțin înainte de căderea Zidului Berlinului, s-a alăturat Centrului de analiză și previziune al Quai d'Orsay, unde a fost responsabilă cu chestiunile europene aflate într-o fază de tranziție.
În perioada 1990–1993 a fost una dintre purtătoarele de cuvânt ale Ministerului Afacerilor Externe, în cadrul Direcției de Comunicare și Informare, iar după sosirea lui Alain Juppé la conducerea ministerului în 1993, și a lui Dominique de Villepin ca director de cabinet, a devenit purtătoare de cuvânt adjunctă.
În perioada 2004 – mai 2005 a fost președintă a Centrului Național al Cinematografiei și Imaginii Animate (CNC).
La 26 martie 2008 a fost numită ambasadoare a Franței pe lângă UNESCO.
În decembrie 2010 a decis să se alăture firmei de consultanță în comunicare Brunswick, în calitate de managing partner.
Din mai 2008 este membră a consiliului de administrație al Fundației Chirac, inițiată de fostul președinte al Republicii. A fost, de asemenea, vicepreședintă a Consiliului franco-britanic (2009–2014), președintă a consiliului de administrație al Centrului Internațional de Studii Pedagogice (CIEP) între 2008 și 2011, președintă a consiliului de administrație al École du Louvre între 2010 și 2014 și membră a Consiliului cultural al Monetăriei din Paris din 2008.
Între aprilie și iulie 2014, a făcut parte din consiliul de supraveghere al grupului BPCE, păstrându-și în același timp funcțiile în cadrul grupului Brunswick, până la numirea sa ca ambasadoare la Roma.
A fost ambasadoare a Franței în Italia din septembrie 2014 până în septembrie 2017.
La 4 octombrie 2017, în cadrul unei ședințe a Consiliului de Miniștri, a fost numită ambasadoare, reprezentantă permanentă a Franței pe lângă Organizația pentru Cooperare și Dezvoltare Economică (OCDE).
La 2 septembrie 2019 a fost numită ambasadoare a Franței în Regatul Unit.
La 25 noiembrie 2020, Catherine Colonna a fost ridicată, prin hotărâre a Consiliului de Miniștri, la demnitatea de ambasadoare a Franței. Este una dintre cele trei femei care au primit această distincție, alături de Sylvie Bermann (2019) și Anne-Marie Descôtes (2020).

### Parcurs politic

#### Responsabilități sub președinția lui Jacques Chirac
În mai 1995, Jacques Chirac a numit-o purtătoare de cuvânt a Palatului Élysée. Catherine Colonna a ocupat această funcție timp de peste nouă ani. După realegerea lui Jacques Chirac în 2002, dorindu-și să se retragă din acest post pentru a se dedica uneia dintre pasiunile sale, a fost numită, în septembrie 2004, directoare generală a Centrului Național al Cinematografiei (CNC), precum și vicepreședintă a Festivalului de la Cannes.

#### Ministru delegat pentru Afaceri Europene
După referendumul privind Constituția Europeană și odată cu schimbarea guvernului, la 2 iunie 2005, Catherine Colonna a fost rechemată în funcții publice și numită ministru delegat pentru Afaceri Europene în guvernul condus de Dominique de Villepin. A ocupat această funcție timp de doi ani, până la 15 mai 2007. În toamna aceluiași an și până în vara lui 2008, a făcut parte din Comisia pentru Cartea albă privind politica externă și europeană a Franței, condusă de Alain Juppé.

#### Ministru al Europei și al Afacerilor Externe

##### Numire

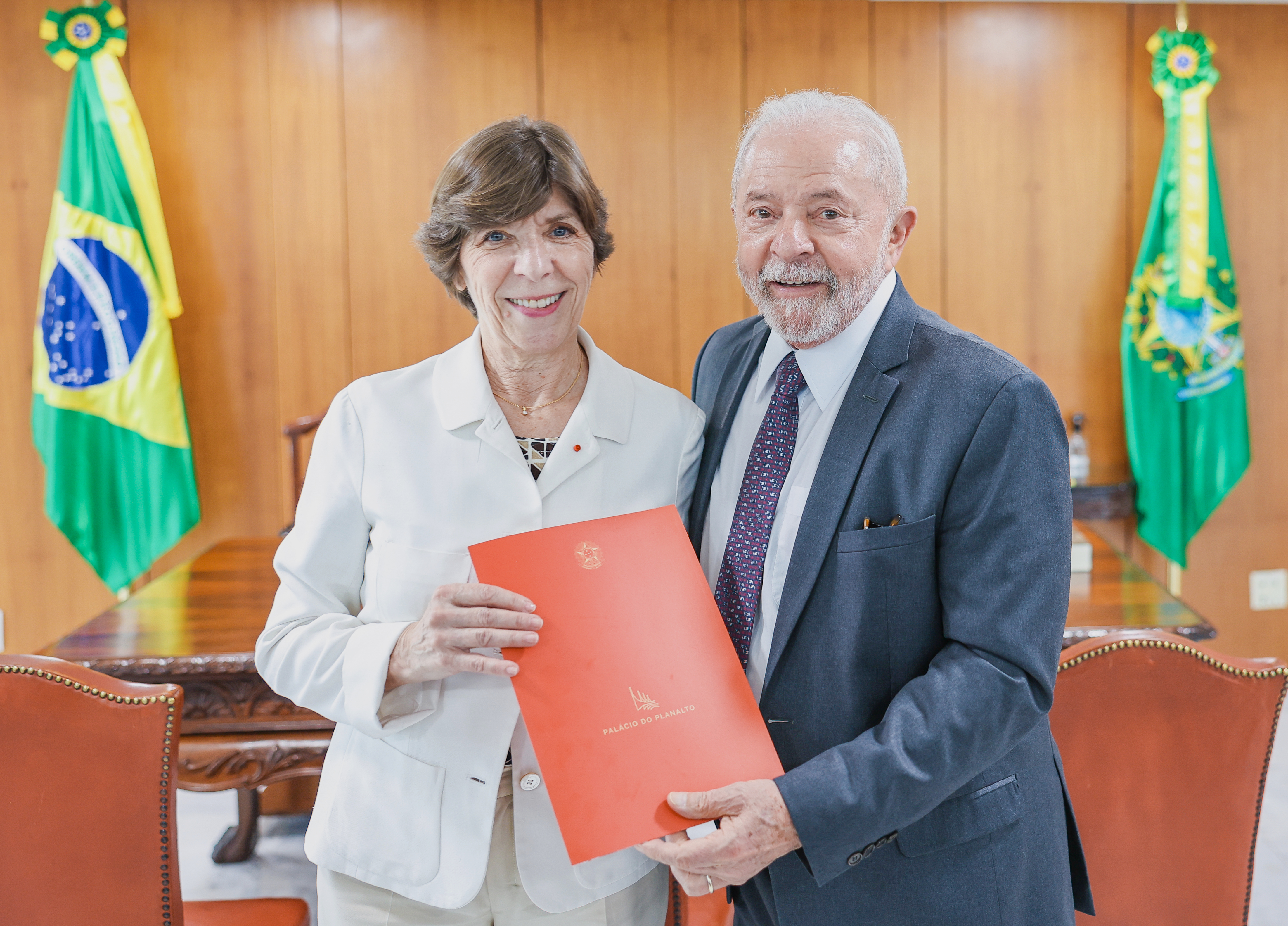
Catherine Colonna împreună cu președintele Braziliei, Luiz Inácio Lula da Silva, în februarie 2023.

La 20 mai 2022, Catherine Colonna a fost numită ministru al Europei și al Afacerilor Externe în guvernul Élisabeth Borne, în timpul celui de-al doilea mandat prezidențial al lui Emmanuel Macron. Este a doua femeie care ocupă acest portofoliu ministerial, după Michèle Alliot-Marie⁠(d) (2010–2011).
La scurt timp după numire, publicația Mediapart a dezvăluit că au existat sesizări împotriva sa pentru presupuse fapte de hărțuire morală asupra colaboratorilor săi în perioada în care a fost ambasadoare în Italia și Regatul Unit.

##### Reforma înaltei funcții publice
Chiar de la începutul mandatului său, Catherine Colonna s-a confruntat cu o mișcare de contestare în propriul minister. Aceasta a fost declanșată de o reformă a înaltei funcții publice franceze, care prevedea desființarea a două corpuri diplomatice, cu scopul de a încuraja ambasadorii și diplomații francezi să lucreze și în alte ministere. Mulți angajați ai Quai d’Orsay s-au opus reformei, temându-se de dispariția unui corp diplomatic profesionist. Potrivit Le Monde, numirea unei ambasadoare de carieră în fruntea ministerului a fost interpretată ca un „mesaj” către opozanți. Totuși, relațiile s-au degradat rapid, iar funcționarii Ministerului Afacerilor Externe au declanșat o grevă la 2 iunie 2022 — prima după aproape 20 de ani. Potrivit unuia dintre greviști, „nu vrem să slăbim poziția ministrei, ci să o întărim, astfel încât să-i poată spune deschis președintelui că reforma este problematică”. Catherine Colonna a organizat o primă reuniune cu sindicatele la 7 iunie 2022.

#### Poziții internaționale și politică externă

##### China
La 25 mai 2022, Catherine Colonna a purtat o convorbire telefonică cu omologul său chinez, Wang Yi⁠(d). În contextul publicării unor documente provenite de la poliția din Xinjiang, care dovedeau existența unui genocid cultural împotriva uigurilor — dezvăluiri difuzate inclusiv de Le Monde —, ea a cerut regimului chinez să dea dovadă de transparență în privința acestor încălcări ale drepturilor omului și să nu obstrucționeze activitatea lui Michelle Bachelet, Înalt Comisar al ONU pentru drepturile omului, aflată atunci într-o vizită în regiunea Xinjiang.

##### NATO
La 14 iunie 2022, Catherine Colonna l-a însoțit pe președintele Emmanuel Macron și pe ministrul forțelor armate, Sébastien Lecornu⁠(d), în România, pentru a vizita militarii francezi desfășurați în cadrul misiunii AIGLE a NATO.
La 25 iunie 2022, într-un interviu acordat publicației Le Journal du Dimanche, a criticat opoziția Turciei față de aderarea Finlandei și Suediei la NATO, cerând Ankarei „să-și clarifice poziția”.

##### Rusia
La 23 iunie 2022, Catherine Colonna a condamnat decizia Rusiei de a expulza, fără justificare, atașatul cultural al Ambasadei Franței de la Moscova.

##### Africa
La 15 iulie 2022, Catherine Colonna și ministrul forțelor armate, Sébastien Lecornu⁠(d), s-au deplasat în Niger, unde s-au întâlnit cu miniștrii afacerilor externe și al apărării, Hassoumi Massaoudou și Alkassoum Indatou, precum și cu președintele Mohamed Bazoum⁠(d). Cu această ocazie, Franța a semnat un acord privind un împrumut de 50 de milioane de euro și un grant de 20 de milioane de euro în numele Agenției Franceze pentru Dezvoltare. Cei doi miniștri au vizitat apoi baza aeriană 101 Niamey — o bază franceză — și baza militară nigeriană din Ouallam, unde forțele franceze și nigeriene își coordonează operațiunile împotriva grupărilor teroriste afiliate Statului Islamic și al-Qaida. Vizita s-a încheiat în satul Simiri, unde Franța finanțează un proiect de combatere a malnutriției. Potrivit unei surse diplomatice franceze, acest turneu marchează începutul unei noi politici franceze față de continentul african, Colonna și Lecornu „întruchipând binomul civil-militar” aflat în centrul acestei noi strategii.

#### Plecarea din funcție
Catherine Colonna nu a fost reconfirmată în funcție în momentul anunțării noului guvern condus de Gabriel Attal, la 11 ianuarie 2024. A fost înlocuită cu Stéphane Séjourné. În februarie 2024, Organizația Națiunilor Unite a numit-o să conducă o comisie independentă însărcinată cu evaluarea neutralității și funcționării UNRWA.

## Distincții
- Comandor al Legiunii de onoare (nominalizată la 03/07/2024)
  - Ofițer (2016)
  - Cavaler (2005)
- Ofițer al Ordinului Național al Meritului (numită direct ofițer în 2010)
- Comandor al Ordinului Artelor și Literelor (2004, ex officio)
- Ordinul Steaua Italiei în grad de Mare ofițer (Italia, 2017)
- Ordinul Terra Mariana clasa a III-a (Estonia, 2001)